# Centre Clément-Tremblay
 (août 2012).
Si vous disposez d'ouvrages ou d'articles de référence ou si vous connaissez des sites web de qualité traitant du thème abordé ici, merci de compléter l'article en donnant les références utiles à sa vérifiabilité et en les liant à la section « Notes et références ».
Le centre Clément-Tremblay est un complexe sportif situé à Chandler dans la péninsule gaspésienne.

## Historique
Ouvert en 1950, l'amphithéâtre d'une capacité maximale de 2 500 places est le plus grand aréna de la Gaspésie, il accueille d'importants tournois de hockey annuels de l'est du Québec, incluant le traditionnel tournoi pee-wee qui connaît beaucoup de succès depuis un demi-siècle.
L'édifice a une capacité initiale de 1 600 places au cours de son inauguration en 1950, il fut agrandi dans les années 1970 pour doubler le nombre de places assises dans les estrades, la capacité de l'aréna est passée à 3500 places.
Outre le hockey, l'aréna est l'hôte de compétitions de patinage artistique et de courses de motocross. Il a aussi servi de salle de spectacle pour des évènements de grande envergure.
L'édifice abrite une salle de quilles de huit allées dans le sous-sol et une maison des jeunes à l'arrière.
L'équipe de hockey senior locale, les Vikings du Rocher-Percé de la Ligue de hockey senior Desjardins de la Gaspésie est le principal occupant des lieux depuis 2022 après avoir disputé quelques saisons à Grande-Rivière.
L'Océanic de Rimouski avait disputé six matchs hors concours dans cet aréna - en 1997 contre les Wildcats de Moncton (verdict nul de 3-3) et en 2004 contre le Titan d'Acadie-Bathurst (victoire de 9-8 de l'Océanic) et en 2022 contre l'Armada de Blainvill-Boisbriand dans un programme double à deux matchs (victoire de l'Océanic dans les deux matchs par le pointage de 3-2). En 2023, l'Océanic reçoit les Voltigeurs de Drummondville dans un programme double (défaites de l'Océanic de 3-2 et 4-3).
Un match de la Ligue de hockey midget AAA a été présenté à l'automne 2013, les Albatros du Collège Notre-Dame ont affronté les Élites de Jonquière (victoire de l'Albatros par la marque de 6-2).
Au cours de l'année 2018, l'aréna subit des travaux de rénovations majeures depuis son agrandissement, le coût des travaux est évalué à plus de deux millions de $, pris en charge pour partie par les gouvernements canadien et québécois : les estrades de la partie sud furent retirées pour être remplacées par une imposante loge qui abrite un bar, une section de la partie nord des gradins est amputée pour agrandir le tunnel de la Zamboni, remplacement du système de réfrigération, de la ventilation et de l'ensemble d'éclairage de la patinoire, changement des bandes et des baies vitrées, diminution du nombre de places assises pour réduire la capacité maximale à 3000. 
En 2019, la ville de Chandler a fait l'acquisition de 500 sièges provenant de l'ancien Colisée de Québec, pour les installer dans l'aréna.

## Architecture
Érigé en plein cœur d'un quartier résidentiel du centre-ville, l'aréna a une architecture traditionnelle similaire à celle de nombreuses autres arénas, le principal défaut de cet édifice se trouve à l'intérieur ; plusieurs colonnes de la structure du toit sont fixées au milieu des estrades car l'aréna a déjà subi au cours des années 1970 des travaux d'agrandissement afin de doubler sa capacité, ce qui empêche les spectateurs des rangées supérieures de bien voir l'action sur la patinoire. Autre inconvénient, l'amphithéâtre avait un tableau indicateur (aux cadrans analogiques) suspendu au plafond, mais qui fut remplacé par deux panneaux de pointage numériques accrochés sur chaque extrémité de la patinoire, la partie ouest de la coursive qui se rétrécit à partir du banc des joueurs qui peut faire ralentir la circulation des spectateurs. 
Les estrades du bâtiment ne sont pas égalées sur les quatre côtés : la partie sud a deux à quatorze rangées de gradins en raison de la présence d'une loge corporative qui est construite sur presque la totalité de la partie sud, neuf rangées dans la partie est, sept à neuf rangées dans la partie ouest et douze dans la partie nord. Les estrades sont entourées d'une coursive à aire ouverte donnant une vue sur l'ensemble de la patinoire sur trois quarts puisque la partie sud des coursives est cachée par la loge corporative.
Le nombre de places assises est de 2 734 places sur des bancs qui ne sont que des grosses planches de bois reposées et fixées sur des surfaces en béton armé et aucun siège n'est installé dans les estrades. Pour les places debout (dont la capacité maximale est de 466 places), tout se trouve dans la partie ouest de l'aréna.

## Record d'assistance controversé
Le 27 décembre 1997, une foule record de 4 256 spectateurs fut établie lors d'un match de hockey entre le Gaillard de Chandler et les 3L de Rivière-du-Loup. Certains spectateurs qui n'arrivaient pas à trouver de place sont obligés à s'assoir sur les marches d'escaliers dans les estrades. L'équipe locale remporte la victoire mais reçoit une amende de la Ligue de hockey senior du Bas-Saint-Laurent pour avoir intentionnellement vendu les billets en nombre excessif.